# Liste der Listed Buildings in Milngavie
In dieser Liste sind sämtliche Baudenkmäler in der schottischen Stadt Milngavie in East Dunbartonshire zusammengefasst. Die Bauwerke sind anhand der Kriterien von Historic Scotland in die Kategorien A (nationale oder internationale Bedeutung), B (regionale oder mehr als lokale Bedeutung) und C (lokale Bedeutung) eingeordnet. Derzeit gibt es in Milngavie ein Denkmal aus der Kategorie A, neun aus der Kategorie B und sieben aus der Kategorie C.

## Denkmäler
| Name                               | Typ              | Lage                            | Kategorie | Eintrag | Bild                               |
| ---------------------------------- | ---------------- | ------------------------------- | --------- | ------- | ---------------------------------- |
| Gavin’s Mill                       | Mühle            | 55° 56′ 22,3″ N, 4° 19′ 1,3″ W  | B         | 37844   | Gavin’s Mill                       |
| Corbie-Ha                          | Cottage          | 55° 56′ 21,9″ N, 4° 19′ 7,9″ W  | B         | 37845   | Corbie-Ha                          |
| Taubenturm von Milngavie           | Taubenturm       | 55° 56′ 31,7″ N, 4° 18′ 10,6″ W | B         | 37846   | Taubenturm von Milngavie           |
| Factor’s House                     | Wohngebäude      | 55° 56′ 12,1″ N, 4° 17′ 41,9″ W | A         | 37847   | Factor’s House                     |
| St Paul’s Church                   | Kirche           | 55° 56′ 31,1″ N, 4° 18′ 39,1″ W | C         | 37848   | St Paul’s Church                   |
| Black Bull Hotel                   | Hotel            | 55° 56′ 27,1″ N, 4° 19′ 4,2″ W  | C         | 37849   | Black Bull Hotel                   |
| Barloch House                      | Wohngebäude      | 55° 56′ 42,5″ N, 4° 18′ 53,1″ W | B         | 37850   |                                    |
| Old Castle Mains                   | Bauernhof        | 55° 56′ 19,8″ N, 4° 20′ 26,8″ W | B         | 37851   | Old Castle Mains                   |
| Bahnhof Milngavie                  | Bahnhof          | 55° 56′ 28,7″ N, 4° 18′ 51,7″ W | B         | 37852   | Bahnhof Milngavie                  |
| Craigallion Lodge                  | Villa            | 55° 57′ 0,3″ N, 4° 18′ 58,6″ W  | C         | 37853   | Craigallion Lodge                  |
| Clober Farm                        | Bauernhof        | 55° 56′ 49″ N, 4° 20′ 2,9″ W    | C         | 37854   |                                    |
| James Watt Building                | Industriegebäude | 55° 56′ 59,1″ N, 4° 19′ 30,4″ W | B         | 37855   |                                    |
| Cairns Church                      | Kirche           | 55° 56′ 39,6″ N, 4° 18′ 48,8″ W | B         | 37856   | Cairns Church                      |
| 1 St Edmund’s Grove                | Villa            | 55° 56′ 58″ N, 4° 19′ 12,8″ W   | C         | 48605   |                                    |
| 133 Mugdock Road                   | Villa            | 55° 56′ 51,7″ N, 4° 19′ 6,4″ W  | B         | 48606   |                                    |
| Briefkasten in der Sinclair Street | Briefkasten      | 55° 56′ 41,2″ N, 4° 19′ 5,3″ W  | C         | 48607   | Briefkasten an der Sinclair Street |
| Meilenstein von Milngavie          | Meilenstein      | 55° 56′ 27,7″ N, 4° 18′ 40,5″ W | C         | 48608   | Meilenstein von Milngavie          |

- Karte mit allen Koordinaten:
- OSM |
- WikiMap